# Càmera subaquàtica
Les càmeres subaquàtiques són càmeres fotogràfiques hermètiques amb una estructura forta per suportar la pressió de l'aigua.
Algunes d'aquestes càmeres, com les Olympus, ofereixen una selecció de caixes subaquàtiques que són submergibles fins a l'equivalent a 40 metres de profunditat. Aquestes caixes es troben construïdes amb policarbonat, per permetre que la càmera resisteixi fermament els cops i les sacsejades sobre terra ferma.
Es troben proveïdes d'un visor rèflex. Les focals dels seus objectius són més curts per compensar l'augment provocat per la refracció de l'aigua.
Els controls d'aquests tipus de càmeres són de grans dimensions, perquè resultin més visibles i llegibles sota l'aigua.